# 헬리아이아
헬리아이아(고대 그리스어: Ἡλιαία; 도리아어: Ἁλία 할리아)는 고대 아테네의 최고 법원이었다. 학자들 사이에서 일반적으로 받아들여지는 견해는 이 법원이 '모이다'를 의미하는 고대 그리스어 동사 ἡλιάζεσθαι(헬리아제스타이)에서 이름을 따왔다는 것이다.<ref_label|A|α|none> 또 다른 견해는 재판이 태양 아래 야외에서 열렸다는 사실에서 법원의 이름이 유래했다는 것이다.<ref_label|B|β|none> 처음에는 재판이 소집되는 장소의 이름이었지만, 나중에 이 명칭은 법원도 포함하게 되었다.
재판관들은 헬리아스트(ἡλιασταί) 또는 디카스테스(δικασταί, ὀμωμοκότες = 선서한 자들, 즉 배심원)라고 불렸다. 재판 활동은 일리아제스타이(iliázesthai, ἡλιάζεσθαι) 또는 디카제인(dikázein, δικάζειν)이라고 불렸다.

## 헬리아이아의 설립과 구성
헬리아이아가 클레이스테네스에 의해 설립되었는지 솔론에 의해 설립되었는지는 명확하지 않지만, 후자가 의회의 기능으로 항소 법원으로서의 기능을 시작한 것으로 보인다.<ref_label|C|γ|none> 이 법원은 6,001명의 위원으로 구성되었는데, 이들은 매년 추첨으로 30세 이상의 모든 남자 시민 중에서 공민권이 박탈되지 않은 사람에 한하여 선출되었다. 지적 또는 신체적 결함으로 인해 재판 절차를 완전히 인지할 수 없는 사람들도 예외였다. 만약 자격 없는 사람이 배심원에 참여하면, 그에 대한 정보가 제출되어 헬리아이아에 기소되었다. 유죄가 선고되면 법원은 그에게 합당하다고 판단되는 처벌이나 벌금을 부과할 수 있었다. 만약 처벌이 벌금형이었다면, 위반자는 정보가 제출된 이전 부채와 법원에서 벌금으로 부과된 추가 금액을 모두 지불할 때까지 감옥에 가야 했다.

## 배심원 임명
헬리아스트의 공직은 의무적이지 않았지만, 이 직무를 수행하고자 하는 시민들은 청원서를 제출해야 했다. 배심원들은 급여를 받았는데, 원래는 하루에 1 오볼이었고 나중에는 클레온의 선동으로 아마 기원전 425년에 3 오볼, 즉 드라크마의 절반을 받았다. 아리스토텔레스에 따르면, "페리클레스가 키몬의 부에 대한 대중적인 대응책으로 처음으로 배심원 법정 근무를 유급 직책으로 만들었다."
6,000명은 10개 부족(각 부족에서 600명씩)에서 선발되었고, 그들은 다시 600명의 배심원으로 구성된 방으로 나뉘어졌는데, 이 중 500명 또는 501명이 정규 위원이었고 나머지는 교체 배심원이었다. 예외적인 경우에는 법원이 전체 회의를 열 수 있었다. 때로는 재판실에 201명에서 401명 또는 1001명에서 1501명의 위원이 있었다.<ref_label|D|δ|none> 추첨 후, 헬리아스트들은 매년 한 번씩 헬리아이아 선서를 해야 했다. 선서 후, 배심원들은 자신의 이름과 아버지의 이름, 그리고 데메가 적힌 회양목 표 하나와 카파(kappa)까지의 알파벳 글자 하나를 받았다 그리고 각 부족의 배심원들은 약 동일한 수로 각 글자 아래 열 개의 섹션으로 나뉘었다. 또한, 각 배심원은 법원 지정 색깔의 지팡이를 받았는데, 이는 사건에 투표하고 결정을 내리는 독특한 그룹으로서의 지위를 강화했다.

## 관할권
처음에는 헬리아이아의 관할권이 아르콘을 심판하고 아마도 공직자에 대한 일부 유사한 고발을 심판하는 것으로 제한되었다. 에피알테스와 페리클레스가 에클레시아를 통해 구속력 있는 결의안을 추진하여, 아레이오스 파고스가 심판하던 대부분의 사건들을 박탈했을 때, 헬리아이아가 거의 모든 민사 및 형사 사건을 심판하기 시작했다. 아레이오스 파고스는 모살과 방화 범죄에 대한 관할권만 유지했고, 아르콘들은 일부 경미한 벌금을 부과할 수 있었다. 헬리아이아의 관할권은 또한 아테네인과 다른 도시 시민 또는 아테네와 다른 도시 간의 국제법 주제로서의 소송도 포함했다. 즉, 헬리아이아는 공법, 형법 및 국제사법 소송을 위한 법원으로 기능했다.<ref_label|E|ε|none>
소위 그라페 파라노몬에 대한 관할권을 가짐으로써, 헬리아이아는 에클레시아 결정에 대한 법적 통제 집행에서 아레이오스 파고스를 대체했다. 에피알테스의 개혁 전까지 아레이오스 파고스는 법률을 수호하고 국가의 가장 크고 중요한 사안을 감시하는 임무를 가졌다.

## 절차
헬리아이아는 매달 마지막 3일을 제외하고, 그리고 에클레시아가 회의 중인 날을 제외한 모든 평일에 개정되었다. 회의는 특정 건물이 없었기 때문에 표기된 구역 내의 야외에서 진행되었다. 청문회 장소는 특별한 울타리 안에 국한되었고, 그 밖에서는 청중이 서 있을 수 있었다. 법적 절차의 세부 사항은 다음과 같았다.
법원의 헤게몬(ἡγεμών<ref_label|ST|στ|none>)은 소송 및 고발 등록을 담당했다. 예비 조사를 마친 후, 그는 소송 당사자들과 증인들을 배심원단 앞에 소환해야 했다. 청문회 당일 아침, 헤게몬은 추첨으로 사건을 심리할 배심원단과 소집될 장소를 결정해야 했다. 배심원단이 구성된 후, 헤게몬은 예비 조사의 결론을 제출하고, 법원이 결정해야 할 소송을 발표하고 정의해야 했다. 그런 다음 원고, 피고, 증인들이 진술할 차례였다. 변론은 소송 당사자들이 직접 변호사의 법적 지원 없이<ref_label|Z|ζ|none> 물시계로 시간을 재는 단일 연설 교환 형태로 진행되었다. 공공 소송에서는 각 소송 당사자에게 발언 시간이 3시간 주어졌지만, 개인 소송에서는 훨씬 짧았다(단, 여기서는 이해관계에 있는 금액에 비례했다). 이런 식으로 사법 사건은 인상적인 싸움이 되었는데, 이는 배심원들이 아레이오스 파고스 법원과 같이 법의 올바른 적용에만 관심 있는 소수의 성숙한 시민 집단이 아니었기 때문이다. 또한, 헬리아이아 회의실 앞에서 각 시민은 자신의 이익을 보호하고 자신의 견해를 강요하기 위해 효과적인 웅변가가 되어 오직 시민으로서의 자격으로 행동해야 했다.
결정은 숙고를 위한 시간 없이 투표로 이루어졌다. 그러나 투표 절차 중 배심원들이 비공식적으로 서로 이야기하는 것을 막지는 못했으며, 배심원들은 난폭하게 소송 당사자들이 말한 것에 대한 불승인이나 불신을 외칠 수 있었다. 이는 합의를 구축하는 데 어느 정도 역할을 했을 수 있다. 투표 절차는 공개적이고 투명했다. 각 헬리아스트는 두 표, 즉 "무죄"와 "유죄"를 받았다. 그런 다음 전령(κήρυξ)은 먼저 헬리아스트들에게 증인에 대한 이의를 제기할지 물었고, 이어서 그들에게 두 개의 다른 암포라에 투표를 하라고 불렀는데, "무죄" 표를 위한 구리 암포라와 "유죄" 표를 위한 나무 암포라였다. 투표는 비밀로 진행되었다. 각 배심원이 손가락으로 투표지를 가려 아무도 그가 어느 암포라에 투표했는지 볼 수 없었기 때문이다. 민사 사건에서는 투표 절차가 달랐는데, 암포라가 소송 당사자의 수만큼 있었고 배심원들은 자신의 투표를 통해 그들 중 한 명을 옹호해야 했기 때문이다.
표가 개표된 후, 전령은 최종 결과를 발표했다. 동점인 경우 피고인은 무죄로 판결되었는데, 이는 그가 "아테나의 표"를 받았다고 여겨졌기 때문이다.

## 형량
헬리아이아는 고대 아테네의 최고 법원으로 간주된다. 헬리아스트들은 벌금(민사 및 형사 사건 모두) 또는 "신체형"(형사 사건만 해당)을 부과할 수 있었다. 헬리아이아의 벌금은 아르콘의 벌금보다 높았다. 넓은 의미의 "신체형"에는 사형, 투옥(아테네 시민이 아닌 자의 경우), 아티미아(때로는 몰수와 함께) 및 영구 추방(ἀειφυγία)이 포함되었다. 헬리아이아는 고대 아테네의 주요 법원이었으며, 시민들 중에서 선발된 대규모 배심원으로 구성되어 사법 절차에 민주적인 참여를 보장했다. 6,000명의 시민이 배심원으로 봉사하는 민주적인 법원이었다.
헬리아이아에서 진행된 유명한 재판

### 소크라테스 재판
소크라테스는 멜레토스, 아뉘토스, 그리고 뤼콘에 의해 불경죄(impiety)로 고발당했다. 그의 재판은 기원전 399년에 열렸고, 배심원단은 280대 220으로 그에게 유죄를 선고했다. 그의 사형 선고는 두 번째 투표에서 결정되었는데, 이는 철학자에게 더욱 불리한 결과였다. 그럼에도 불구하고, 소크라테스는 침착함을 잃지 않았고, 재판 중에 배심원단에게 자신을 추방해달라고 제안할 수 있었지만, 친구들이 그 후 도망갈 수 있도록 도와주겠다고 제안했을 때도 그렇게 하지 않았다. 그에게는 사랑하는 도시를 떠난 삶이 무의미했기 때문이다.

### 페리클레스 재판
플루타르코스에 따르면, 페리클레스는 두 번이나 심각한 고발에 직면했다. 첫 번째는 펠로폰네소스 전쟁이 발발하기 직전이었고, 두 번째는 전쟁 첫 해에 벌금형을 받았을 때였는데, 그 금액은 탈렌트 15개 또는 50개였다. 전쟁 전에 드라콘티데스의 제안으로 법안이 통과되었는데, 이에 따르면 페리클레스는 공금 회계를 프리타네스에게 제출해야 하며, 배심원들은 아크로폴리스의 여신 제단에 놓여 있던 투표 용지로 그의 사건을 결정해야 했다. 그러나 이 법안의 조항은 횡령 및 뇌물수수 또는 직무유기로 고발하든지 간에 통상적인 방식으로 1,500명의 배심원 앞에서 사건을 심리해야 한다는 제안으로 수정되었다.

## 위치
"헬리아이아"라는 이름은 종종 아테네 아고라의 고전 시대 남서쪽 모퉁이에 있는 크고 지붕 없는 직사각형 울타리에 붙여졌다. 발굴자가 1950년대에 구조물을 발견했을 때 이 위치는 잠정적으로 제안되었지만, 이를 뒷받침할 긍정적인 증거가 없었기 때문에 그는 "그럴듯한 가설에 불과하다"고 인정했다. 더 나은 제안이 없었기 때문에 이 이름은 널리 사용되었고 유적지 지도에 나타났지만, 불확실성은 여전히 남아 있었고, 1995년에 출판된 아테네 아고라의 법원 건물에 대한 포괄적인 최종 보고서에서는 이 구조물이 단순히 "직사각형 페리볼로스"라고 불렸는데, 이는 특정 식별을 가정하지 않는 중립적인 설명 레이블이었다. 몇 년 후, 새로운 금석문 증거에 의해 촉발된 이 문제에 대한 철저한 검토는 이 울타리가 사실 아이아키온, 즉 아이기나의 영웅 아이아코스에게 헌정된 신전이었다는 제안으로 이어졌으며, 이 식별은 이후 널리 받아들여졌다. 헬리아이아 자체의 위치는 여전히 알려지지 않았다.

## 같이 보기
- 아레이오스 파고스
- 아테네 민주주의
- 아티미아
- 아티케력
- 불레
- 에클레시아 (고대 아테네)
- 그라페 파라노몬
- 아테네의 역사
- 법원 (고대 아테네)

## 내용주
α.   ^  아르고스에서도 법원이 있던 장소는 ἁλιαία라고 불렸다.
     β.   ^  태양 = ἥλιος(헬리오스) 및 동사 ἡλιοῦσθαι(헬리오우스타이) (수동태) = 태양을 즐기다.
     γ.   ^  모겐스 헤르만 한센에 따르면, The Athenian Ecclesia: A Collection of Articles 1983-1989, page 260, "아테네 헌법을 인용한 플루타르코스를 제외하고, 헬리아이아가 항소 법원이었다는 다른 증거는 없으며, 희박한 동시대 자료들은 그것이 1심 법원이었음을 시사한다."
     δ.   ^  특정 재판실이 합쳐졌을 때. 페리클레스 재판의 경우가 그랬다.
     ε.   ^  사적 국제법 사건은 원래 델로스의 아테네 동맹 회의에서 심리되었다.
     στ.   ^  이는 재판관이나 배심원이 아니라, 약 한 달 동안 추첨이나 임명으로 선택된 아르콘의 일종이었다.
     ζ.   ^ 이것이 바로 리시아스와 같은 직업적인 연설문 작가의 직업이 고대 아테네에서 번성한 이유이다.

## 참고 문헌
1차 자료
- 안도키데스, 연설. 페르세우스 프로젝트에서 원문 보기.
- 아리스토파네스, 말벌들. 페르세우스 프로젝트에서 원문 보기.
- 아리스토텔레스, 아테네 헌법. 페르세우스 프로젝트에서 원문 보기.
- 아리스토텔레스, 정치학. 페르세우스 프로젝트에서 원문 보기.
- 데모스테네스, 왕관에 대하여. 페르세우스 프로젝트에서 원문 보기.
- 플루타르코스, 페리클레스. 페르세우스 프로젝트에서 원문 보기.

2차 자료
- Cambridge University Press, Archaic Times to the End of the Peloponnesian War, 1983.
- Encyclopaedic Dictionary The Helios, article Heliaia (in Greek).
- Mogens Herman Hansen, The Athenian Ecclesia: A Collection of Articles 1983-1989, 1989.
- 콘스탄티노스 파파리요풀로스, History of the Hellenic Nation, Volume Ab (in Greek).
- R.K Sinclair, Democracy and Participation in Athens, 1991.
- Georg Friedrich Schömann, A Dissertation on the Assemblies of the Athenians, Cambridge, 1838.
- Stephen Usher, The Orations in Ancient Attica in The Orations in the Modern Educational Systems, Editions: Grigoris, 1984 (translated in Greek).
- Burrus, Virginia, and Marco Conti. The Life of Saint Helia: Critical Edition, Translation, Introduction, and Commentary. Oxford University Press, 2015.
- Jones, A.H.M. Athenian Democracy. Oxford University Press, 1957.
- Ober, Josiah. Mass and Elite in Democratic Athens: Rhetoric, Ideology, and the Power of the People. Princeton University Press, 1989.
- MacDowell, D.M. The Law in Classical Athens. Cornell University Press, 1978.